# Biološko oružje
Biološko oružje je oružje za masovno uništenje koje se koristi u ratu i koje djeluje putem patogenih mikroorganizama (bakterija, virusa, toksina ili drugih organizama koji izazivaju bolesti). Može imati za cilj ubiti, onesposobiti ili narušiti borbene sposobnosti neprijatelja. To podrazumijeva i mjere obrane od takvih aktivnosti.
Proizvodnja i skladištenje biološkog oružja zabranjeni su godine 1972. temeljem Konvencije o biološkom oružju, koju je potpisalo preko 100 država. Konvencija je još uvijek na snazi.
Kao razlog za postizanje sporazuma navodi se nastojanje da se izbjegnu strahovite posljedice uspješnog biološkog napada koje bi mogle uzrokovati smrt milijuna ljudi, odnosno poremećaje ili mogući nestanak cijelih društava i ekonomija.
Konvencija zabranjuje proizvodnju i skladištenje, ali ne i korištenje biološkog oružja.
Najčešći biološki agensi koji se koriste su agensi — velikih boginja, antraksa, kuge, mutiranih virusa gripe i raznih toksina, poput toksina botulizma. Virus velikih boginja, pak, smatra se najpogodnijim bioterorističkim oružjem, zbog čega su Amerikanci 2002. predmnijevajući tu opasnost počeli razvoj nove generacije cjepiva za velike boginje,a vodeće su zapadne zemlje već nabavile dovoljan broj doza cjepiva za kompletno stanovništvo.
Antraks čovječanstvu nije ekstremno opasan za čovječanstvo. Za lokalnu porabu treba sofisticirana preobrazba spora, dok je vrlo opasan aerosolni oblik antraksa, koji mogu proizesti samo najrazvijenije institucije. Kuga ne zabrinjava stručnjake, jer ju se može liječiti antibioticima. Zabrinjavajući su mutirani oblici gripe.